# Short Title Catalogue Netherlands
Pour les articles homonymes, voir Short (homonymie).

Le Short Title Catalogue Netherlands ou STCN est la bibliographie nationale rétrospective des Pays-Bas, rédigée par une équipe spécialisée de bibliographes dépendant de la Bibliothèque royale (KB).

## La fondation
À la suite de la publication au milieu du XXe siècle des premières bibliographies nationales rétrospectives dans une langue majeure (English Short Title Catalogue) – les bibliographies danoises et hongroises datent déjà du XIXe siècle –, l'idée de la publication d'une bibliographie rétrospective néerlandaise germe à la fin des années 1960. Dès 1972, un groupe de travail est créé, où MM. De Wolf et Gruys jouent un rôle particulier. Des règles sont établies en 1977 et un projet pilote lancé afin de juger de la pertinence des choix effectués. Cette expérimentation porte sur la production imprimée d'une ville de peu d'importance pour l'histoire du livre, Hoorn.
Les Pays-Bas étant un pays où l'industrie du livre a toujours été importante et auquel la liberté de publication a donné une dimension européenne, la bibliographie - qui devait à l'origine être publiée en format papier - prenait dès l'origine une dimension internationale.
Il est donc décidé de prendre en compte et de décrire scientifiquement (livre en main) l'ensemble des ouvrages publiés sur le sol des Pays-Bas actuels (quelle que soit la langue de publication) ainsi que l'ensemble des ouvrages publiés en langue néerlandaise dans le monde de 1540 à 1800.

## Un travail de longue haleine à travers les Pays-Bas et le monde
Dès lors et pendant plus de trente ans, les bibliographes du projet se rendent dans un certain nombre de grandes bibliothèques (aux Pays-Bas : université d'Amsterdam, Vrije Universiteit Amsterdam, université de Leyde, université d'Utrecht, Bibliothèque royale et à l'étranger : British Library, etc.) et de bibliothèques plus petites mais aux fonds originaux (Musée Meermanno, Bibliotheca Hermetica Philosophica d'Amsterdam, université de Groningen, etc.).
Grâce aux progrès de l'informatique, une base de données est créée, ce qui facilite les recherches et permet des enquêtes très fines. Les descriptions sont encore affinées au fil du temps en rajoutant des mots-clefs sur le thème du livre ou des photos de la page de titre. L'utilisation d'un système original d'empreinte donne une grande précision aux descriptions.
Avec plus de 200 000 descriptions d'émissions d'ouvrages (et des centaines de milliers d'exemplaires décrits), le STCN couvre officiellement environ 95 % de la production livresque néerlandaise mai ce semble d’être un chiffre trop optimiste. De toute façon, il constitue un outil scientifique et de vulgarisation de premier ordre. Le projet a été fermé en juin 2009, ne conservant qu'une équipe réduite pour la mise à jour de la base et la liaison avec les autres projets néerlandais.

## Sources
- Rémi Mathis, Entre recherche d'identité et identité de la recherche. STC et bibliographies rétrospectives : pour un inventaire scientifique des collections d'imprimés anciens des bibliothèques européennes, mémoire d'étude pour le diplôme de conservateur de bibliothèque, enssib, 2008, 111 p. [lire en ligne]
- Rémi Mathis, « Bibliographies nationales rétrospectives et gestion des collections patrimoniales. Pour un inventaire scientifique du patrimoine imprimé européen » dans Bulletin des bibliothèques de France, 2009-1, p. 61-67 [lire en ligne]
- Numéro spécial du Jaarboek voor Nederlandse Boekgeschiedenis, 16, 2009.
- Jürgen Beyer, « Neerlandica in Livonian collections. The survival of imprints abroad » dans Quærendo. A Journal Devoted to Manuscripts and Printed Books 45 (2015), 1–25.

## Site officiel
- Short Title Catalogue Netherlands